# K-1 WORLD GP 2008 IN TAIPEI
K-1 WORLD GP 2008 IN TAIPEI，俗稱「天下第一武鬥大會」，K-1的大會之一。2008年7月13日、於台北南港展覽館。
（GP為「獎金賽」之意）

## 外部連結
- K-1公式サイトによる試合結果
- FieLDS_K1_WORLD-GP_2008_IN_TAIPEI-天下第一武鬥大會（年代售票系統 2008/7/13）